# Zoo Tycoon
Zoo Tycoon est une série de jeux vidéo de gestion qui permet de créer un zoo et de le gérer.

## Système de jeu
À la manière de RollerCoaster Tycoon ou encore de Theme Park, Zoo Tycoon propose de prendre la direction d'un zoo et de le construire de A à Z en s'assurant de respecter certaines règles telles que le bonheur des animaux, la satisfaction du public et la santé financière. Le joueur commence la partie avec une somme de départ maximale de 500 000 dollars. La gestion comporte la construction des infrastructures, mais également l'importation d'animaux, le recrutement des employés et bien d'autres éléments encore. Les animaux réagissent à leur environnement et les paramètres à gérer sont par conséquent très nombreux. Chaque élément influe sur les autres pour finalement parvenir au vrai casse-tête. Le jeu présente les charges financières (les salaires, les coûts d'achat des animaux, d'entretien du zoo) et les sources de revenus (les dons, les recettes des tickets d'entrée - à choisir de 0 à 100 dollars pour les adultes et moitié prix pour les enfants - et les concessions.
Le jeu comporte également une longue liste de récompenses (trophées, plaques, rubans bleus…) : on obtient par exemple le « diplôme du zoo le plus populaire » lorsque l'on atteint le palier des 500 visiteurs ou encore une plaque de bronze, d'argent ou d'or en fonction du taux d'adaptation des animaux dans leur enclos (la plaque d'argent est la plus fréquente, la plaque d'or étant un peu plus rare). Certaines récompenses comme les rubans bleus sont parfois accompagnées d'une somme d'argent de 5 000 à 25 000 dollars.
Le zoo peut occasionnellement se voir retirer l'autorisation d'acheter des animaux lorsque le taux de satisfaction de ceux-ci y est très faible. Cette autorisation sera bien évidemment rendue si le taux de satisfaction des animaux atteint à nouveau un certain seuil.
Le jeu comporte deux modes : un mode scénario et un mode libre qui libère le joueur d'un certain nombre de contraintes et lui offre la possibilité de créer son parc comme bon lui semble. Une quarantaine d'animaux et une soixantaine de constructions sont au programme de ce soft, avec par ailleurs la possibilité d'acheter des terrains pour agrandir son zoo ou de faire venir des animaux particulièrement rares.

## Historique

### Zoo Tycoon (2001)
Zoo Tycoon est le premier opus de la série Zoo Tycoon. Le jeu est sorti en novembre 2001, édité par Microsoft Game Studios sur Windows et Macintosh.

#### Extensions

##### Zoo Tycoon: Dinosaur Digs
Zoo Tycoon: Dinosaur Digs est la première extension du jeu Zoo Tycoon. Le jeu est sorti en août 2002, édité par Microsoft Game Studios sur Windows. Cette extension permet d'avoir des animaux préhistoriques comme des mammouths dans des enclos spécialisés pour ces gros animaux. Bien sûr, ils ont pensé aux clôtures électriques pour empêcher les dinosaures de s'enfuir. Elle ajoute aussi de nouveaux bâtiments, de nouvelles cartes et de nouvelles missions de campagne.

##### Zoo Tycoon: Marine Mania
Zoo Tycoon: Marine Mania est la seconde extension du jeu Zoo Tycoon. Le jeu est sorti en novembre 2002, édité par Microsoft Game Studios sur Windows.
Dans cette extension, il est possible de créer des aquariums géants qui pourront accueillir des baleines de toutes sortes. Il est aussi possible de faire des spectacles aquatiques de dauphins afin de divertir les clients du zoo. Elle ajoute aussi de nouveaux bâtiments, de nouvelles cartes et de nouvelles missions de campagne.

### Zoo Tycoon 2 (2004)
Zoo Tycoon 2 est le deuxième opus de la série Zoo Tycoon. Le jeu est sorti en 2004, édité par Microsoft Game Studios sur Windows et Macintosh. Le jeu contient une panoplie d'animaux diversifiés, des choix de climats, d'habitat, de nourriture et de jeux pour accommoder les animaux et des bâtiments publics pour les visiteurs.

#### Extensions

##### Zoo Tycoon 2: Espèces en danger
Zoo Tycoon 2 : Espèces en danger est la première extension du jeu Zoo Tycoon 2. Le jeu est sorti en 2005, édité par Microsoft Game Studios sur Windows. L'extension permet d'avoir des espèces en voie de disparitions, comme le bison américain et l'Ourang-outan de bornéo, de nouveaux bâtiments, de nouvelles cartes et de nouvelles missions de campagne. Il y a aussi l'ajout de moyens de transports : le tramway aérien.

##### Zoo Tycoon 2: Marine Mania
Zoo Tycoon 2: Marine Mania est la troisième extension du jeu Zoo Tycoon 2. Le jeu est sorti en 2006, édité par Microsoft Game Studios sur Windows. Cette extension reprend la même thématique que celle du même nom du premier jeu, ajoutant le même gameplay (ex : faire des spectacles) et l'ajout d'animaux marins. Elle ajoute aussi de nouveaux bâtiments, de nouvelles cartes et de nouvelles missions de campagne.

##### Zoo Tycoon 2: Aventures africaines
Zoo Tycoon 2 : Aventures africaines est la deuxième extension du jeu Zoo Tycoon 2. Le jeu est sorti en 2006, édité par Microsoft Game Studios sur Windows.
Des animaux africains à élever, des restaurants et autres bâtiments pour les visiteurs, des circuits en jeep passant à travers les enclos et plein d’espèces. Elle ajoute aussi de nouveaux bâtiments, de nouvelles cartes et de nouvelles missions de campagne.

##### Zoo Tycoon 2: Dino Danger
Zoo Tycoon 2: Dino Danger est un pack supplémentaire du jeu Zoo Tycoon 2 disponible uniquement en téléchargement. Il est sorti en 2006, distribué par Microsoft Game Studios sur Windows.

##### Zoo Tycoon 2: Animaux disparus
Zoo Tycoon 2 : Animaux disparus est la quatrième extension du jeu Zoo Tycoon 2 sortie en 2007, distribué par Microsoft Game Studios sur Windows. Cette extension reprend la même thématique que celle de "Dinosaur Digs" du premier jeu et ajoute des espèces disparues, du dodo en passant au tyrannosaure. Elle ajoute aussi de nouveaux bâtiments, de nouvelles cartes et de nouvelles missions de campagne.

### Zoo Tycoon(2013)
Zoo Tycoon est le troisième opus principal de la série et le premier sur console. Il possède un gameplay et des commandes simplifiés ainsi qu'une diversité d'animaux et d’activités/interactions très grande, néanmoins le titre souffre d'une répétitivité et un manque de profondeur sur la longueur,

### Versions portables

#### Zoo Tycoon DS
Zoo Tycoon DS est l'adaptation de Zoo Tycoon sur Nintendo DS. Le jeu est sorti en novembre 2005, édité par THQ.

#### Zoo Tycoon 2 DS
Zoo Tycoon 2 DS est l'adaptation de Zoo Tycoon 2 sur Nintendo DS. Le jeu est sorti en mars 2008 et sera édité par THQ.

#### Zoo Tycoon 2 Mobile
Zoo Tycoon 2 Mobile est l'adaptation du jeu Zoo Tycoon 2 sur téléphones portables. L'application est sortie en novembre 2004, éditée par In-Fusio sur les technologies BREW, DoJa, ExEn et J2ME.

#### Zoo Tycoon: Friends
Zoo Tycoon: Friends est un opus free to play de la série Zoo Tycoon à destination des Windows Phone et de Windows 8.1. Le jeu est développé par Behaviour Interactive et publié par Microsoft. Il est sorti en octobre 2014 et les serveurs ont été arrêtés en avril 2015 à la suite de nombreux soucis liés à l'application et aux serveurs de jeu.

### Compilations et rééditions

#### Zoo Tycoon: Complete Collection
Zoo Tycoon: Complete Collection est une compilation de Zoo Tycoon et de ses deux extensions. Elle est sortie en septembre 2003, éditée par Microsoft Game Studios sur Windows et Macintosh.

#### Zookeeper Collection
Zoo Tycoon 2: Zookeeper Collection, sorti en octobre 2006, contient le jeu Zoo Tycoon 2 ainsi que les extensions Endangered Species et African Adventure.

#### Zoo Tycoon 2: Ultimate Collection
Zoo Tycoon 2: Ultimate Collection, sorti en septembre 2008, contient le jeu Zoo Tycoon 2 ainsi que les quatre extensions, toutes les campagnes et le pack Dino Danger.

#### Zoo Tycoon: Ultimate Animal Collection
Zoo Tycoon : Ultimate Animal Collection, sorti en octobre 2017, est une version améliorée du jeu de base, avec de nouveaux animaux provenant d’Australie et d’Amérique du Sud, avec de nouveaux scénarios de campagne.